# Bernd Felbinger
Bernd Felbinger (15 maggio 1963) è un ex sciatore alpino tedesco che gareggiò per la nazionale tedesca occidentale.

## Biografia
Felbinger, sciatore polivalente originario di Immenstadt im Allgäu, vinse la medaglia di bronzo nello slalom gigante agli Europei juniores di Škofja Loka 1981; in Coppa del Mondo ottenne il primo piazzamento il 10 dicembre 1983 a Val-d'Isère in combinata (15º) e il miglior risultato il 27 gennaio 1985 a Garmisch-Partenkirchen in supergigante (12º), suo ultimo piazzamento agonistico. Non prese parte a rassegne olimpiche né ottenne piazzamenti ai Campionati mondiali.

## Palmarès

### Europei juniores
- 1 medaglia[1]:
  - 1 bronzo (slalom gigante a Škofja Loka 1981)

### Coppa del Mondo
- Miglior piazzamento in classifica generale: 87º nel 1985